# Mistrovství Československa jednotlivců na klasické ploché dráze 1956
Mistrovství Československa jednotlivců na klasické ploché dráze 1956 se skládalo z 4 závodů.

## Závody
Z1 = Mariánské Lázně - 4. 6. 1956
Z2 = Slaný - 15. 7. 1956
Z3 = Žarnovica - 19. 8. 1956
Z4 = Žatec - 9. 9. 1956
Započítávali se 3 nejlepší výsledky.

## Celkové výsledky
| Pořadí | Jméno            | Klub  | Body     | Body celkem |
| ------ | ---------------- | ----- | -------- | ----------- |
| 1.     | Hugo Rosák       | Praha | -,-,6,6  | 12          |
| 2.     | Miloslav Špinka  |       | 4,3,na,4 | 11          |
| 3.     | Rudolf Havelka   |       | 6,4,ns,- | 10          |
| 4.     | Josef Kysilka    |       | -,6,na,3 | 9           |
| 5.     | Alois Jarolím    |       | -,2,4,-  | 6           |
| 6.     | Zdeněk Rott      |       | 3,-,-,-  | 3           |
| 6.     | Karel Polák      |       | -,-,3,-  | 3           |
| 8.     | Václav Stanislav |       | 2,-,-,-  | 2           |
| 9.     | František Volavý |       | 1,-,-,-  | 1           |

ns nestartoval
Body za umístění ve finálové jízdě
1. místo – 6 bodů
2. místo – 4 body
3. místo – 3 body
4. místo – 2 body
5. místo – 1 bod